# AltSounds
AltSounds — Интернет-телевидение альтернативной музыки. Под альтернативной не следует понимать исключительно альтернативный рок, подразумевается музыка — альтернативная мейнстриму. Ранее в основе сайта лежала независимая музыкальная журналистика: «мы создаем наш собственный оригинальный контент и предлагаем наши экспертные заключения касаемо различных аспектов музыки».

## История
AltSounds был запущен в 2004 году главным редактором Chris "MUG5" Maguire. Дизайн сайта неоднократно менялся с момента основания. Постепенно он превратился в международное ежедневное Интернет-издание, посвященное музыкальной критике, новостям и интервью с исполнителями.
В ноябре 2010 года был издан первый номер журнала AltSounds.
В ноябре 2012 года AltSounds был добавлен в список источников агрегатора рецензий AnyDecentMusic?. Было объявлено, что: «AltSounds недавно присоединился к веб-сайту AnyDecentMusic?, где наши рецензии вносят свой вклад в формирование хит-парада альбомов».
Формат сайта сменился в 2015 году, теперь здесь размещаются только видеоплейлисты.